# Probreviceps loveridgei
Espèce
Synonymes
- Probreviceps macrodactylus loveridgei Parker, 1931

Statut de conservation UICN

 EN B1ab(iii) : En danger
Probreviceps loveridgei est une espèce d'amphibiens de la famille des Brevicipitidae.

## Répartition
Cette espèce est endémique des monts Uluguru en Tanzanie,. Elle se rencontre entre 580 et 1 500 m d'altitude.

## Étymologie
Cette espèce est nommée en l'honneur d'Arthur Loveridge.

## Publication originale
- Parker, 1931 : Some brevicipitid frogs from Tanganyika Territory. Annals and Magazine of Natural History, sér. 10, vol. 8, p. 261-264.